# Extreme Speed Motorsports
Extreme Speed Motorsports – amerykański zespół wyścigowy, założony w 2010 roku przez amerykańskiego kierowcę wyścigowego Scotta Sharpa. W historii startów zespół pojawiał się w stawce FIA World Endurance Championship, 24-godzinnym wyścigu Le Mans, American Le Mans Series, Grand-Am Sports Car Series oraz United SportsCar Championship. Siedziba zespołu znajduje się w Riviera Beach na Florydzie. Od sponsora przyjęto nazwę Tequila Patrón ESM, stosowaną w wybranych wyścigach i seriach.